# Revisited (album Herbie Harpera)
Revisited – album amerykańskiego puzonisty Herbie Harpera nagrany z Herbie Harper Quartet. 
Pierwsza, po 24. latach, płyta Harpera jako lidera własnego zespołu. Nagrania zarejestrowano w Larrabee Sound Studios, 
w North Hollywood 6 i 7 maja 1981. LP wydany został w 1981 przez wytwórnię Sea Breeze (SBD 101).

## Muzycy
- Herbie Harper – puzon
- Jim Nichols – gitara
- Bob Badgley – kontrabas
- Chuck Piscitello – perkusja

## Lista utworów
Strona A
| 1. | "Shadow Waltz" (Harry Warren, Al Dubin)                             |  |
|    |                                                                     |  |
| 2. | "In a Sentimental Mood" (Duke Ellington, Manny Kurtz, Irving Mills) |  |
|    |                                                                     |  |
| 3. | "Keepin' Out of Mischief Now" (Fats Waller, Andy Razaf)             |  |
|    |                                                                     |  |
Strona B
| 4. | "My Inspiration" (Bob Haggart, Nappy Lamare)                 |  |
|    |                                                              |  |
| 5. | "Little Girl Blue" (Richard Rodgers, Lorenz Hart)            |  |
|    |                                                              |  |
| 6. | "All The Things You Are" (Jerome Kern, Oscar Hammerstein II) |  |
|    |                                                              |  |
| 7. | "Summertime" (George Gershwin, Dubose Heyward)               |  |
|    |                                                              |  |